# Utopia (Band)

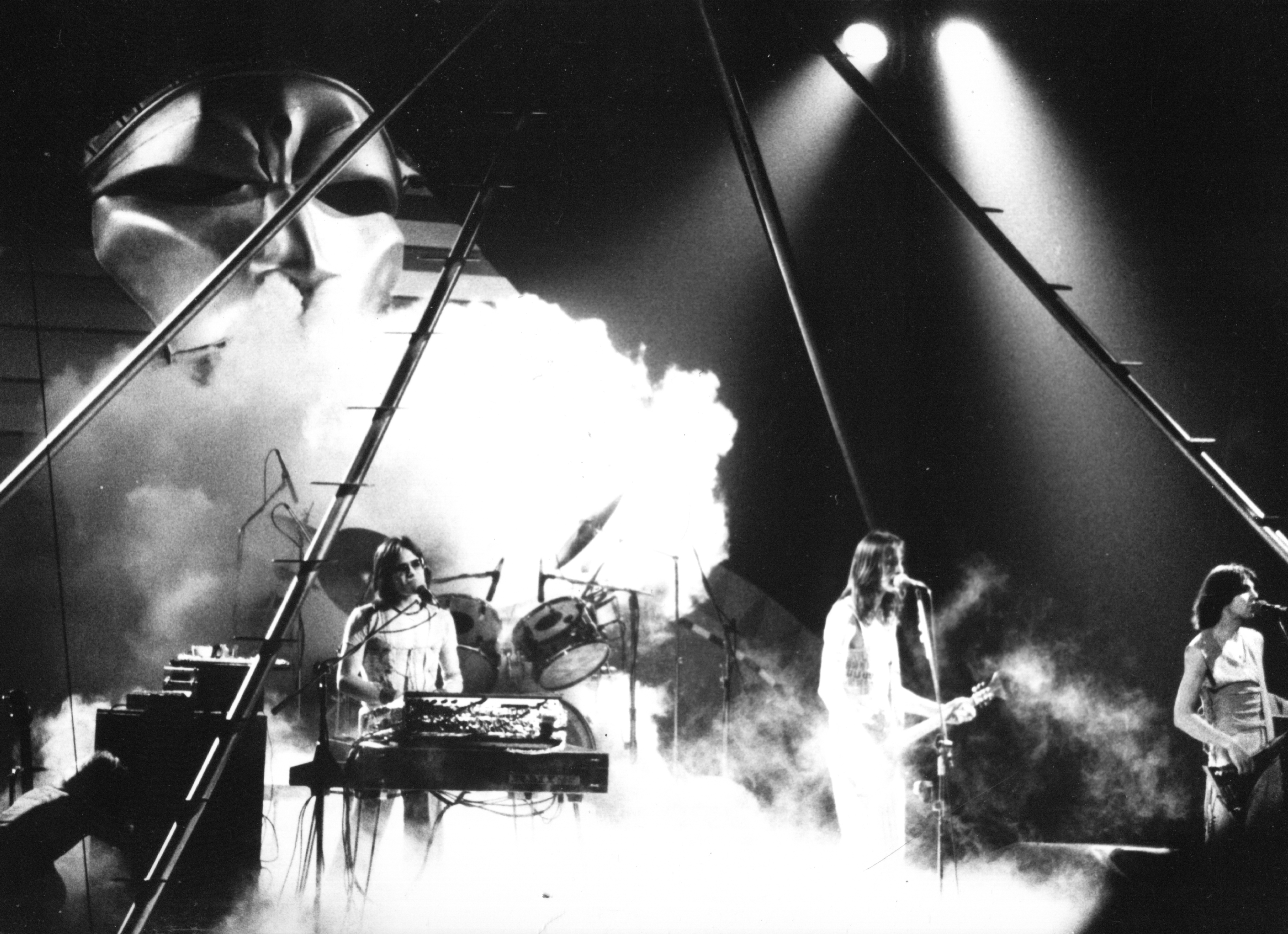
Utopia bei einem Auftritt in Atlanta (1977)

Utopia war ein progressives Rockprojekt des Musikers und Produzenten Todd Rundgren. Die Band wurde von ihm 1974 gegründet.

## Geschichte
Für die ersten beiden Alben spielte die Band mit teilweise bis zu drei Synthesizern, zwei Schlagzeugern und mehreren Gitarristen. Der Sound lag zwischen Jazz, Progressive Rock und Hardrock. Die Songs waren teilweise sehr experimentell angelegt und boten eine Vielfalt an Variationen, wie das Stück The Ikon auf dem 1974 erschienenen Album Todd Rundgren's Utopia beweist. Zudem ist es einer der längsten Tracks, der je auf eine LP-Seite gepresst wurde. Zu erwähnen ist auch der Titelsong Utopia, der 1973 Live in Atlanta, Georgia, aufgenommen wurde, der die Spielfreude und die Virtuosität der Gruppe widerspiegelt. Dieser Liveauftritt war auch einer der ersten, bei dem die Instrumente nicht direkt in die Verstärker gespielt wurden, sondern über ein Mischpult liefen, das von einem Tontechniker bedient wurde.
Nach einer Umbesetzung der Band für das 1977er Album Ra, bei dem nur noch vier Musiker spielten, ging der Sound der Band immer weiter in Richtung melodischer Rock. Auch dieses Album beinhaltet einen langen Titel, der fast die komplette zweite LP-Seite einnimmt: Singring and the Glass Guitar (An Electrified Fairy Tale). Der Song erzählt ein sogenanntes elektrifiziertes Märchen, bei dem jedes Instrument der Gruppe einen der Hauptakteure darstellt.
Auf den folgenden Alben wurde der Utopia-Sound deutlich kommerzieller, doch die Band konnte nie eine große Fangemeinde auf sich vereinen.
Das letzte neue Utopia-Album erschien 1985. Die Band löste sich aber nie offiziell auf.
Ende 2017 stellte Bassist und Sänger Kasim Sulton eine Utopia-Tribute-Band namens „Kasim Sulton's Utopia“ zusammen.
Im Februar 2018 kündigte Utopia an, dass sie als „Todd Rundgren's Utopia“, in der Besetzung Rundgren, Sulton, Wilcox und Schuckett, touren würden. Nur einen Monat später kündigte die Band an, dass Schuckett krankheitsbedingt nicht teilnehmen könne, und rief Keyboarder auf, die mit dem Utopia-Songkatalog vertraut sind, Probetapes einzureichen. Die Band entschied sich schließlich für Gil Assayas, ein israelischer Komponist, Keyboarder, Produzent und Vokalist, nachdem einer von Rundgrens Söhnen seinen Auftritt gesehen hatte. Im Mai 2018 trat die Band im Chicago Theater auf.
Die Band Utopia bildete auch für viele Todd-Rundgren-Produktionen das Grundgerüst. So ist sie auf Steve Hillages L und auf der Meat Loaf LP Bat out of Hell zu hören.

## Bandmitglieder
- Kevin Ellman (Schlagzeug) (1975)
- Moogy Klingman (Keyboard, Synthesizer) (bis 1976)
- Ralph Schuckett (Keyboard, Synthesizer) (bis 1976)
- John Siegler (Bass) (bis 1976)

- Roger Powell (Keyboard, Synthesizer, Gesang)
- Todd Rundgren (Gitarre, Gesang)
- Willie Wilcox (Schlagzeug, Gesang)
- Kasim Sulton (Bass, Gesang) (ab 1977)
- Gil Assayas (Keyboard, Synthesizer) (2018)

## Diskografie

### Alben
- 1974: Todd Rundgren’s Utopia
- 1975: Another Live
- 1977: Ra
- 1977: Oops! Wrong Planet
- 1980: Adventures In Utopia
- 1980: Deface The Music
- 1982: Swing To The Right
- 1982: Utopia
- 1984: Oblivion
- 1985: POV
- 1992: Redux 92: Live In Japan

### Videoalben
- Utopia & Todd Rundgren – Live in Columbus, Ohio, 1980 (2004)